# Manu Bhaker
Manu Bhaker (18 de fevereiro de 2002) é uma atiradora esportiva indiana. Ela ganhou 2 medalhas nos Jogos Olímpicos, 7 medalhas nos Jogos Asiáticos e Campeonatos Asiáticos e 21 medalhas nos Campeonatos Mundiais e Copas do Mundo. Ela ganhou amplo reconhecimento após sua performance nas Olimpíadas de 2024, onde se tornou a primeira atiradora indiana a ganhar uma medalha olímpica ao ganhar um bronze no evento de pistola de 10 m. Ela ganhou outro bronze no evento de equipe mista de pistola de 10 m, tornando-se assim a primeira indiana a ganhar duas medalhas em uma única Olimpíada.
Ela ganhou medalhas de ouro nos Jogos da Commonwealth e Asiáticos. Bhaker ganhou o ouro nos Jogos Asiáticos de 2022 no evento feminino de pistola de 25 m. Ela ganhou o ouro nos Jogos da Commonwealth de 2018 no evento feminino de pistola de ar de 10 metros, onde estabeleceu um novo recorde nos Jogos da Commonwealth. Aos 16 anos, Bhaker se tornou a mais jovem indiana a ganhar uma medalha de ouro na Copa do Mundo em 2018.
Bhaker passou por uma fase difícil após o mau funcionamento de sua pistola nas Olimpíadas de Tóquio de 2020, que a deixou desmoralizada. Ela encontrou apoio em sua família e motivação no Bhagavad Gita. Sua carreira teve uma ascensão em 2023 depois que ela se reuniu com seu treinador de longa data, Jaspal Rana, que desenvolveu um cronograma de treinamento rigoroso para as Olimpíadas de 2024.

## Carreira
Em 2016, Bhaker começou a treinar com seu primeiro treinador, Anil Jakhar, e se preparou para os torneios mundiais juniores. Ela obteve seu primeiro sucesso em nível internacional quando ganhou a medalha de prata no Campeonato Asiático Júnior de 2017. Nos jogos nacionais de 2017 realizados em Kerala, Bhaker ganhou nove medalhas de ouro e derrotou a medalhista múltipla da Copa do Mundo Heena Sidhu e quebrou o recorde de Sidhu de 240,8 pontos, marcando 242,3 pontos na final.
Na Copa do Mundo da Federação Internacional de Tiro Esportivo de 2018, realizada em Guadalajara, México. Bhaker conquistou a medalha de ouro na pistola de ar 10 metros feminina, derrotando a mexicana Alejandra Zavala, bicampeã. Bhaker marcou 237,5 na partida final contra Zavalaa, que marcou 237,1.  Bhaker ganhou sua segunda medalha de ouro na Copa do Mundo na prova de equipe mista de pistola de ar de 10 metros. Ela foi pareada com seu compatriota Om Prakash Mitharval. A dupla fez uma pontuação de 476,1 pontos, derrotando Sandra Reitz e Christian Reitz que marcaram 475,2.
Em 2023, Bhaker se reuniu com seu treinador, Jaspal Rana, para se preparar para as Olimpíadas, e a reintegração de Rana foi apoiada pelo presidente do COI, PT Usha. Rana desenvolveu um cronograma de treinamento rigoroso para Bhaker, replicando a rotina das partidas olímpicas em sua programação diária. Nos Jogos Olímpicos de Verão de 2024, em Paris, conquistou a medalha de bronze na prova de pistola de ar 10 m feminino. Ela também conseguiu, nesta edição, o bronze na prova por equipes, ao lado de Sarabjot Singh.